# Boucoiran-et-Nozières
Boucoiran-et-Nozières – miejscowość i gmina we Francji, w regionie Oksytania, w departamencie Gard.
Według danych na rok 1990 gminę zamieszkiwało 609 osób, a gęstość zaludnienia wynosiła 42 osoby/km² (wśród 1545 gmin Langwedocji-Roussillon Boucoiran-et-Nozières plasuje się na 467. miejscu pod względem liczby ludności, natomiast pod względem powierzchni na miejscu 549.).